# Parafia św. Stanisława Biskupa i Męczennika w Bielsku-Białej
Parafia pw. Świętego Stanisława Biskupa i Męczennika w Bielsku-Białej – parafia rzymskokatolicka znajdująca się w Bielsku-Białej. Należy do Dekanatu Bielsko-Biała II – Stare Bielsko diecezji bielsko-żywieckiej w Starym Bielsku. Erygowana w XIV wieku, później stała się filią parafii w Bielsku, reerygowana w 1953. Jest prowadzona przez księży diecezjalnych.

## Historia
Tradycja podaje, że parafia i pierwszy starobielski kościół powstał z fundacji możnowładcy śląskiego Piotra Włostowica w latach 1131-1135, w miejscu gaju dębowego, w którym czczono słowiańskiego boga Peruna. Jak mówi tablica pamiątkowa umieszczona przed wejściem, resztki korzeni dębu znajdują się pod obecnym ołtarzem. W świetle współczesnych badań istnienie starszej, drewnianej świątyni w miejscu dzisiejszego kościoła św. Stanisława jest bardzo prawdopodobne.
Obecny, murowany kościół wzniesiony został w stylu gotyckim około roku 1380.
Fundatorem był piastowski książę cieszyński Przemysław I Noszak. Wezwanie parafii – św. Stanisław, będący patronem diecezji krakowskiej i Królestwa Polskiego – wskazuje na bliskie związki fundatora z Polską.
Początkowo był to kościół parafialny zarówno dla wsi Bielsko (późniejsze Stare Bielsko), jak i miasta Bielska, położonego kilka kilometrów na południowy wschód. W 1447 w mieście erygowano parafię św. Mikołaja, w skład której weszła parafia starobielska, i zbudowano tam nowy kościół (dzisiejsza katedra). Odtąd kościół św. Stanisława był kościołem filialnym bielskiej parafii.
W 1560 w związku z uznaniem luteranizmu za oficjalne wyznanie księstwa cieszyńskiego kościół w Starym Bielsku przeszedł w ręce ewangelików. Do katolików świątynia powróciła w 1654, w okresie kontrreformacji.
W 1953 została ponownie erygowana parafia św. Stanisława Biskupa Męczennika w Starym Bielsku (wówczas jeszcze osobnej wsi), chociaż starania o jej przywrócenie rozpoczęto już w 1869. Od roku 1992 parafia ta należy do diecezji bielsko-żywieckiej.